# Public relations
Public relations (PR) (ungefär "omvärldsrelationer") är ett engelskt lånord i svenskan. Hur pr-industrin ska definieras är omtvistat, men brett föreligger två perspektiv:
Enligt vissa är public relations en kommunikationsteknik inom vilka meddelanden riktas mot befolkningen för att tjäna intressen vilka gynnar de som anlitar pr-strateger, så som politiker, företag, och så vidare. Dessa tenderar att betona hur det inte föreligger någon väsentlig skillnad på public relations och propaganda då båda ämnar till att manipulera befolkningen och skapa samtycke till rådande förhållanden.
Enligt andra skapar pr-industrin främjande åtgärder som syftar till att "så etiskt som möjligt hantera anseendet och förtroendet för en person eller en organisation".
Fältet anses grundat av Edward Bernays och Ivy Lee.
Fältet är mycket brett och omfattar flera yrkesgrupper som specialiserat sig på att bistå de personer eller organisationer som vill förstärka sitt renommé eller varumärke. Benämningen PR-byrå är inte lika vanlig i Sverige som i exempelvis engelskspråkiga länder, men om man ber en reklambyrå beskriva vad de gör så skulle de beskriva detsamma. Det är därför inte lämpligt att begränsa definitionen av PR till enbart publicitet, reklam eller marknadsföring,  till enbart myndigheters agerande och kommunikation med allmänheten och massmedia när ett giftutsläpp eller någon annan krissituation föreligger, till enbart valpropaganda, eller till de multipla PR-effekter som ett nobelpris för med sig för nobelpristagaren, hennes forskningsområde, hennes forskningsenhet, hennes hemstad och hemland, för Sverige, för Stockholm, för den svenske kungen, för kungens familjemedlemmar, för politiker och andra som "måste synas" som deltar vid den TV-sända nobelmiddagen, för artister som uppträder under nobelfesten, för det kök som lagat maten, osv. Organisationer som aktivt satsar på PR ser till att viktiga delar av publiken (till exempel opinionsbildare, beslutsfattare, väljare, investerare, kunder, klienter eller ägare) har tillgång till främst den information som ger dem den bild av organisationen som den själv önskar att sprida.
Enligt en amerikansk undersökning fanns det i USA 2013 fyra gånger fler PR-strateger än journalister.

## Specialiseringar inom PR och närliggande begrepp
Det finns många olika specialiseringar inom PR-yrket.
- Företagskommunikatören (corporate communications officer) gör allt från att skriva pressmeddelanden om företagsnyheter till strategisk rådgivning på ledningsnivå.

- Fokus för marknadskommunikatören med PR-inriktning, ligger på att skapa kännedom om olika produkter och tjänster på marknaden.

- Lobbyisten ägnar sig åt att påverka politiker för ett särintresses räkning, se lobbying.

- Public affairs-konsulten utformar strategier för att påverka beslut, samhällsförändringar och folkopinion, se public affairs.

- Andra specialiserar sig på IR (investor relations) som handlar om att förse intressenter som investerare och aktieägare med rätt information i rätt tid.

- Den som har medierelationer som sitt huvudsakliga ansvar brukar kallas för pressekreterare eller pressansvariga. Agerar ofta som talesperson eller språkrör för organisationen.

- Internkommunikatören är specialist på att skapa och bevara goda relationer mellan ledningen och olika interna grupper på företaget.
- Datastrategisk PR är en specialisering inom PR som bygger på att analysera dataflöden och utifrån det bygga kommunikativa strategier.

- Andra specialiserar sig på retorik och framställning, som till exempel talskrivare, medietränare och skribenter.

## PR och reklam
När det handlar om medierelationer jämförs PR ofta med reklam, men där reklamen använder sig av köpt annonsutrymme kommunicerar PR-utövaren på redaktionellt utrymme - ofta via en oberoende tredje part (journalist, nyhetsredaktör, bloggare). I mediesammanhang innebär detta att budskap måste ha ett allmänintresse och aktiviteter ett nyhetsvärde. Ett annat sätt att uttrycka detta på är att PR strävar efter "förtjänat utrymme" i medierna.

## Missförstånd kring PR
- PR misstas ofta för att vara synonymt med publicitet. Detta är naturligt eftersom nyhetsartiklar ofta är det synliga resultatet av många PR-aktiviteter. Men PR är egentligen ett bredare begrepp som omfattar de flesta former av relationsdriven påverkan.[källa behövs]

- PR översätts ibland felaktigt till publika relationer, men en mer korrekt översättning vore relationer till publiker. (Inom PR är publiker motsvarigheten till reklamens målgrupper; en målgrupp har ett definierat gemensamt behov medan en publik indelas efter hur, var och när de väljer att kommunicera.)[källa behövs]

## Debatter i PR-branschen
- I PR-branschen pågår en debatt om öppenhet. Vissa menar att PR-byråer borde redovisa öppet vilka klienter de arbetar med, andra värnar klienternas integritet.

- Inom akademiska kretsar diskuteras vad som ska ingå i en PR-utbildning. PR är tvärvetenskapligt med inslag av socialpsykologi, medie- och kommunikationsvetenskap och organisationslära. Samtidigt krävs ofta specialistkunskaper i statskunskap och företagsekonomi och språk.

## Källhänvisningar
1. 1 2   Encyclopedia of public relations (2nd edition). sid. 722. ISBN 978-1-4522-7623-6. OCLC 855731848. https://www.worldcat.org/oclc/855731848. Läst 9 juli 2020
2. ↑   Encyclopedia of public relations (2nd edition). sid. 697. ISBN 978-1-4522-7623-6. OCLC 855731848. https://www.worldcat.org/oclc/855731848. Läst 9 juli 2020.  ”"[...]the frequent dif-
ficulty of differentiating public relations from
propaganda in that it is associated with the manipulation of political and corporate information to affect the way in which news is presented. [...] Propaganda has been associated with
mass communication, mass persuasion, mind
control, and mass brainwashing. It has a history of being used to promote an [...] way of life that benefits some to the disadvantage of others. 

Modern practitioners of public relations
and academics focus on the concepts of symbolic manipulation, cognitive manipulation, scientific mass persuasion, and asymmetry as defining attributes that separate propaganda and unethical
public relations from ethical and responsible
approaches to the profession.

Many scholars grappled with a definition of the
word propaganda. 

[...]The social psychologist
Leonard W. Doob summarized these definitional
difficulties in 1989 by suggesting that “a clear-cut
definition of propaganda is neither possible nor
desirable” (p. 375).
Garth Jowett and Victoria O’Donnell have cre-
ated a definition that focuses on propaganda as a
communication process, more specifically on the
purpose of the process: “Propaganda is the deliber-
ate, systematic attempt to shape perceptions, manip-
ulate cognitions, and direct behavior to achieve a
response that furthers the desired intent of the propagandist” (1999, p. 6). This definition stresses that
propaganda is “willful, intentional, and premeditated” (1999, p. 6). Although it clearly establishes
propaganda as a neutral technique, it also comes close to a definition of public relations held by some of its practitioners and many of its critics, thus emphasizing the difficulty in establishing a clearer differentiation between the two practices.
"”
3. ↑  Cutlip, S. (1994) The Unseen Power: Public Relations, A History. Hillsdale, New Jersey: Erlbaum Associates.
4. ↑  Bill Sledzig, tillförordnad professor och lärare vid skolan för journalistik och masskommunikation vid Kent State University i Ohio, USA, tar ofta upp frågan om vad PR är och inte är och slår fast att det inte är marknadsföring, i sin blogg ToughSledding. Den 20 juli 2008 försökte han sig på att definiera PR-begreppet utan att nämna ordet "marketing".
5. ↑  "Mediernas årssamtal om ny teknik och gamla dygder", Medierna, Sveriges Radio, 28 december 2013. Läst den 28 december 2013.